# Stark Sands
Pour les articles homonymes, voir Stark et Sands.
 (décembre 2018).
Si vous disposez d'ouvrages ou d'articles de référence ou si vous connaissez des sites web de qualité traitant du thème abordé ici, merci de compléter l'article en donnant les références utiles à sa vérifiabilité et en les liant à la section « Notes et références ».
Stark Sands, né le 30 septembre 1978 à Dallas (Texas), est un acteur américain.

## Biographie
Stark Sands est né et a grandi à Dallas au Texas où, à 13 ans, il commença à monter sur des planches de théâtre à l'Highland Park High School. Il a reçu son Bachelor of Fine Arts (l'équivalent américain du diplôme des Beaux-Arts) en jouant l'université de Californie du Sud. Durant ses quatre ans au conservatoire, il apparut dans plus d'une douzaine de pièces et comédies musicales comme Roméo et Juliette, Macbeth, Hamlet, Pippin et Blanches Colombes et Vilains Messieurs.
La carrière professionnelle de Sands débuta immédiatement après son diplôme. D'abord remarqué aux côtés de Lauren Ambrose dans la série télévisée Six Feet Under, il a ensuite joué dans Me and Daphne, un court-métrage réalisé par Rebecca Gayheart et produit par Brett Ratner, puis, dans un film indépendant, Pack of Dogs de Ian Kessner.
Après avoir joué dans d'autres films et séries télévisées, il a été nommé aux Tony Awards en tant que meilleur acteur dans une pièce de théâtre pour son rôle dans Journey's End.

## Filmographie

### Cinéma

#### Long métrage
- 2003 : Die, Mommie, Die! (en) : Lance Sussman
- 2003 : 11:14 : Tim
- 2004 : Esprit libre (Chasing Liberty) : Grant Hilmand
- 2004 : Les Petits Braqueurs (Catch That Kid) : Brad
- 2004 : Shall We Dance? : Evan Clark
- 2005 : Pretty Persuasion : Troy
- 2006 : Mémoires de nos pères (Flags of Our Fathers) : Walter Gust
- 2008 : Le Jour des morts (Day of the Dead) : Bud Crain
- 2008 : My Sassy Girl : un soldat
- 2013 : Inside Llewyn Davis : Troy Nelson
- 2017 : Pentagon Papers (The Post) de Steven Spielberg : Donald E. Graham

#### Court métrage
- 2002 : Me and Daphne : le frère
- 2002 : Pack of Dogs : David
- 2006 : Jack Rabbit : David

### Télévision

#### Série télévisée
- 2002 : Six Feet Under : Toby (saison 2, épisodes 7 et 8)
- 2003 : Lost at Home (en) : Will Davis (6 épisodes)
- 2004-2005 : La Star de la famille : Henry (saison 2, épisodes 5, 8 et 13)
- 2006 : Les Griffin : Justin Hackeysack (voix) (saison 4, épisode 25)
- 2006 : Nip/Tuck : Conor McNamara (saison 4, épisode 11)
- 2006 : American Dad! : Tino / Conservative #1 (voix) (saison 2, épisode 04)
- 2007 : American Dad! : Williams (voix) (saison 2, épisode 11)
- 2008 : Generation Kill (mini-série, 7 épisodes) : Lt. Nathaniel Fick
- 2010 : Late Show with David Letterman : Tunny (saison 17, épisode 127)
- 2012 : NYC 22 (13 épisodes) : Kenny McClaren
- 2015 : Minority Report (10 épisodes) : Dash/Arthur
- 2020 : New York, unité spéciale (saison 21, épisode 15)  : Bobby Frost

#### Téléfilm
- 2003 : Twins
- 2011 : The Miraculous Year : Duke Ellis
- 2014 : Salvation : Paul

### Jeu vidéo
- 2011 : Star Wars: The Old Republic (voix additionnelles)

## Théâtre
- 2007 : Journey's End (en) : 2nd Lt. Raleigh
- 2008 : A Seagull in the Hamptons : Alex
- 2009 : Bonnie & Clyde : Clyde Barrow
- 2009 : The Tempest : Ferdinand
- 2009 : La Nuit des rois (Twelfth Night) : Sebastian
- 2010-2011 : American Idiot : Tunny
- 2012-2014 : Kinky Boots : Charlie Price
- 2016 : Nathan le Sage (Nathan the Wise) : Templar
- 2017-2018 : Kinky Boots : Charlie Price